# Focus (película de 2001)
Focus es una película del año 2001 que está basada en la primera novela escrita por el dramaturgo Arthur Miller, publicada por primera vez en el año 1945. Los protagonistas son William H. Macy, Laura Dern, David Paymer, y el cantante de rock Meat Loaf

## Trama
A finales de la Segunda Guerra Mundial, en un barrio de Brooklyn, algunas personas creen identificar a una persona como judía, en un momento en que el sentimiento antisemita se ha adueñado de muchos de los vecinos.

## Reparto
- William H. Macy como Lawrence Newman.
- Laura Dern como Gertrude Hart.
- David Paymer como Mr. Finkelstein
- Meat Loaf como Fred (acreditado como Meat Loaf Aday).
- Kay Hawtrey como Mrs. Newman
- Michael Copeman como Carlson.
- Kenneth Welsh como el padre Crighton.
- Joseph Ziegler como Mr. Gargan
- Arlene Meadows como Mrs. Dewitt
- Peter Oldring como Willy Doyle.
- Robert McCarrol como Meeting Hall Man.
- Shaun Austin-Olsen como Sullivan.
- Kevin Jubinville como Mr. Cole Stevens
- B.J. McQueen como Mel.

## Crítica
La película pasó desapercibida en el momento de su estreno, a pesar de estar basada en la novela de Arthur Miller. Con el paso del tiempo ha quedado un poco olvidada, aunque contuviese elementos de crítica social y reflexiones en torno a la ética en el comportamiento y a cuestiones relacionadas con los sentimientos religiosos.
Rotten Tomatoes indica que de un total de 81 críticas el 56% es favorable. Estas en su mayoría coinciden que a pesar de las buenas intenciones de la película los resultados parecen un poco anticuados."